# قانلی‌کند
قانلی‌کند (به ارمنی: Նոր Խարխափուտ) (ترکی آذربایجانی: Qanlıkənd) یک منطقهٔ مسکونی در جمهوری آرتساخ است که در استان شاهومیان واقع شده‌است.